# دره‌ریزی
دره‌ریزی، روستایی در دهستان صیدون شمالی بخش مرکزی شهرستان صیدون در استان خوزستان ایران است.

## جمعیت
بر پایه سرشماری عمومی نفوس و مسکن در سال ۱۳۹۵، جمعیت این روستا برابر با ۱۷۲ نفر (۴۰ خانوار) بوده‌است.